# Ла Вила (Прато)
Ла Вила је насеље у Италији у округу Прато, региону Тоскана.
Према процени из 2011. у насељу је живело 29 становника. Насеље се налази на надморској висини од 363 м.